# الطريق السيار الرباط - آسفي
الطريق السيار الرباط - أسفي (A1) هو طريق سيار يربط الرباط/سلا ب آسفي بمسافة 328 كلم منها 108 كلم بثلاثة مسارات 3×2 و 220 كلم بمسارين في كل اتجاه 2×2. ينطلق الطريق عند سلا الجديدة على مستوى الطريق السيار طنجة المتوسط - الرباط ويمر عبر مدن كتمارة و الصخيرات و المحمدية و يلتف حول الدار البيضاء و يتقاطع مع الطريق السيار (A3) تم يمر بجانب الجديدة وصولا الى آسفي.

## تاريخ

### مقطع الرباط - الدار البيضاء
المقطع الذي يربط بين مدينة الدار البيضاء (العاصمة الاقتصادية للمغرب) وبين مدينة الرباط (العاصمة الإدارية) هو مقطع يعرف حركة كبيرة منذ إنشاء ميناء الدار البيضاء في عام 1906. وقد افتتح هذا المقطع لأول مرة في عام 1978. وفي سنة 2015 سجل هذا المقطع عبور 946 54 عربة يومياً.

### مقطع الدار البيضاء - أسفي
تم افتتاح هذا المقطع على أجزاء وذالك ما بين 2003 و 2016.
- 2004: افتتاح مقطع الدار البيضاء - حد السوالم بطول 16 كلم.
- 2006: افتتاح مقطع اثنين شتوكة - الجديدة بطول 28 كلم.
- 2016: افتتاح مقطع الجديدة - أسفي بطول 140 كلم.

## تمديد الطريق السيار A1
تتم دراسات لتمديد الطريق السيار الى مدينة الصويرة التي تعتبر من أهم المدن السياحية بالمغرب الذي سينتج عنه جودة عالية في السفر كما سيساهم بتنمية الاقتصاد لمروره بميناء آسفي كما سيخفف الضغط على الطريق الوطنية رقم 1 (المغرب).